# Charles Fabry
Charles Fabry, francoski fizik, * 11. junij 1867, Marseille, Francija, † 11. december 1945, Pariz, Francija.
Fabry je najbolj znan po raziskavah ozona.

## Priznanja

### Nagrade
- Rumfordova medalja
- Medalja Henryja Draperja
- Medalja Benjamina Franklina